# Division bell

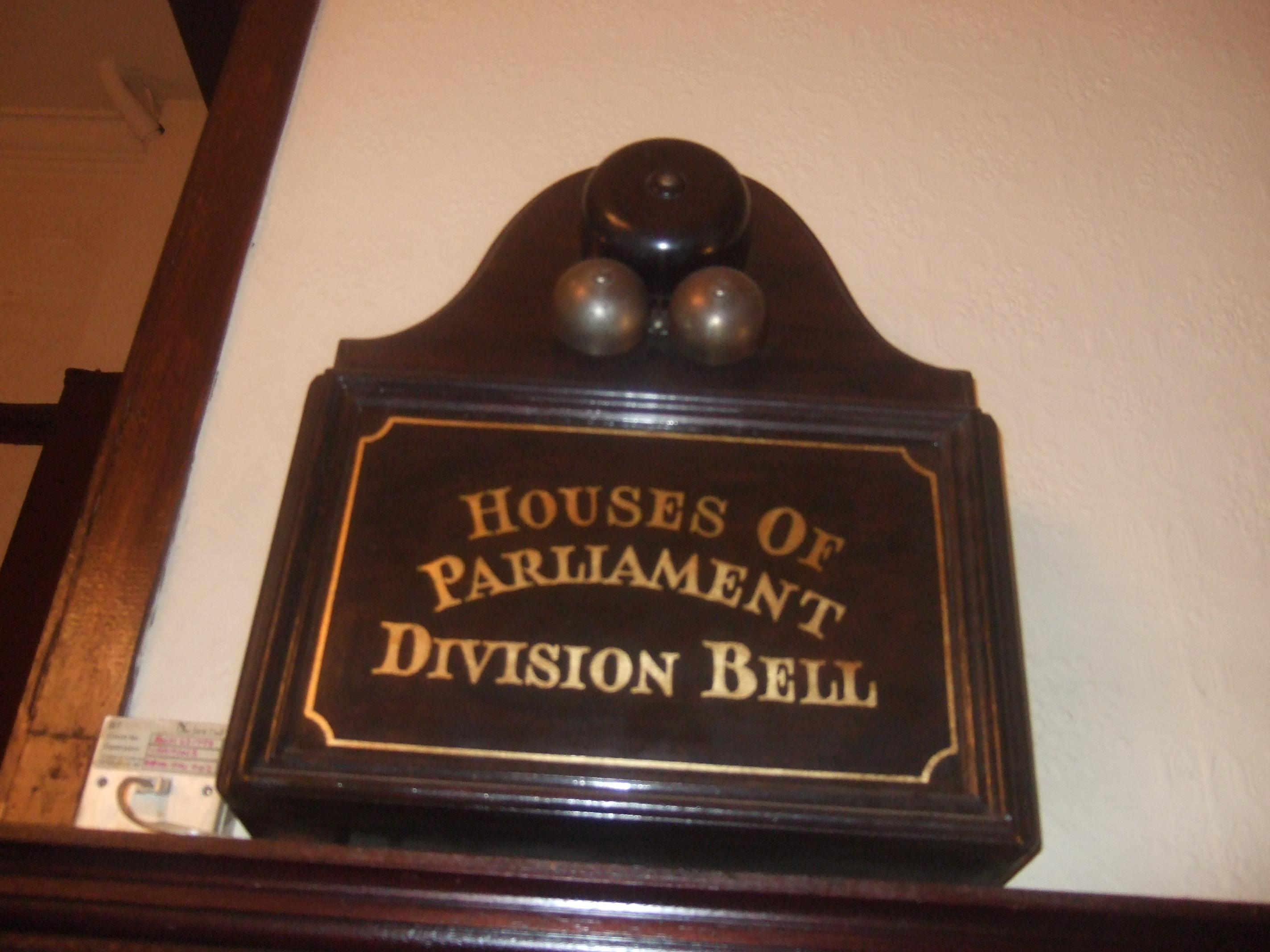

O division bell (sino da divisão, em inglês) trata-se de um instrumento presente na sede de parlamentos que é tocado quando ocorre uma divisão de opiniões entre os parlamentares. Ou seja, é usado quando está ocorrendo falta de comunicação entre os presentes e indica o momento em que deve haver uma votação.
Esse curioso instrumento de conciliação também dá nome a um disco da banda de rock progressivo inglesa Pink Floyd.

## NoReino Unido
O sino é usado nas vizinhanças do parlamento para sinalizar que uma divisão está ocorrendo e que os membros da Câmara dos Comuns ou da Câmara dos Lordes têm aproximadamente oito minutos para ir à sala de divisão para votar em uma solução. O chamado da divisão também é anunciado nos monitores dos prédios do Parlamento.
Por causa do tempo limitado, alguns membros do parlamento que possam estar em escritórios, restaurantes, pubs ou lojas, alguns têm seu próprio division bell conectado aos prédios do Parlamento, outros usam um sistema de pagers coordenados por cada partido.
O quartel general dos maiores partidos estão todos nos limites de alcance do division bell e essa área geográfica é comumente denominada Westminster Bubble.

## NaAustrália
Todos os prédios do poder legislativo têm division bells, além de pequenas luzes nos relógios que indicam uma divisão e em que prédio ocorre.